# 銀河漂流バイファム
『銀河漂流バイファム』（ぎんがひょうりゅうバイファム）は、1983年10月21日から1984年9月8日まで、毎日放送を制作局として、JNN系列で放送されたロボットアニメである。全46話。制作局の毎日放送では、第23話まで毎週金曜19:00 ‐19:30（JST）、第24話以降は毎週土曜17:00 ‐17:30に放送された。制作は日本サンライズ（現：サンライズ）。
本項では1998年に放送された外伝作品『銀河漂流バイファム13』についても解説する。

## 概要
企画当初、まずスポンサーのバンダイから「次の"ガンダム"になるような、ガンダムとは違う流れの作品をやらないか」という話があり、制作会社の日本サンライズ（現サンライズ）側にも「名古屋テレビ枠以外のパートナーも持ちたい」という思惑があって話が進んだ。サンライズは最初、「（ガンダムの）富野由悠季が監督をやる」という営業を行なっていたが、富野は別の作品も手掛けていたので、原案に名前だけを残して（富野企画案の方がバンダイへの提案が通りやすいため）別の監督を探すことになった。そして神田武幸が監督することが決まり、あらためて脚本家の星山博之やサンライズの企画部長だった山浦栄二らとともに企画を最初から練り直した。
『機動戦士ガンダム』や『太陽の牙ダグラム』など、1980年代当時のサンライズの作品の企画作りの基本は「洋画に負けない作品を作る」というものだった。その頃、サンライズ創立メンバーで最初のガンダムの企画立案者の一人だった山浦が企画を作る際にそのベースとしていつも挙げていたのが、『十五少年漂流記』と『太閤記』、『サバイバル』と『立身出世』だった。そのため、サンライズ作品には『ガンダム』をはじめ、『十五少年漂流記』が企画のイメージソースになっているものが非常に多い。富野監督による最初の企画案も「生き残る」という意味では同じだったが、実際はもっとハードなもので、本人は「アニメ版『ディア・ハンター』」と言っていた。そして出された企画案の内、山浦が出してきた4、5本のアイデアの中の1本が、バイファムの元のアイデアとなった。
メカやアクションに加えて、等身大の普通の少年少女が生活し成長する物語でもある本作品は、物語だけを見ると「13人の少年少女たちが親たちに会いに行くために彼らだけで宇宙船を操って宇宙空間を航行し、時にはRVに乗って敵を撃退する」という荒唐無稽な話に思える。しかし、そこに子供たち以外の作品世界の背景やSF設定などの要素を丁寧に作り込むことで説得力を与えている。SF設定のアイデア出しには、当時まだ大学生だったが、その後一流工業系企業のエリート技術者や大学教授になった人たちが参加していたため、SF的な細かな設定が盛り込まれた。そのため、主役ロボットのラウンドバーニアンなどは宇宙空間の移動方法のリアルさ（リアルっぽさ）、シンプルなデザインと武装、コンピューターのアシストによる操縦など、「SF」「ミリタリー」感が満載で子供っぽさは皆無である。
本作は初期の段階では「2クール以上の予定でスタートする」とされていたが、企画が具体化するにつれ、4クールの作品として体裁が整えられていった。広告代理店の都合で毎週金曜日19時からの放送枠が決まり、当時人気絶頂だった『ドラえもん』の裏番組としてスタートした。3クール目から放送時間が変更となり、一部地域ではそのまま放送終了した。視聴率は良いとは言えないが7%は取っており、打ち切られるほどではなかった。またマーチャンダイジングは悪くなかったので、スポンサーは4クールでやりたがったが、TV局からはなかなか継続の決定が出ず、サンライズも仕方なく26本で終わるバージョンのラストも考えていた。TV局側から23話での打ち切り案が打診され、スタッフの間では「内回り・外回り」などと言って、打ち切り版と通常版のシナリオを同時制作していた。結局、アニメ誌上で打ち切り予定を知ったファンが署名活動を展開してTV局に提出したこともあって、23話での打ち切りは回避されたが、放送時間が変更された。決定がギリギリだったので、スケジュール調整や新しく見る人のためにダイジェスト回が作られた。その後も39話前後での短縮エンディング、または12月までの3か月延長など、さまざまな提案があった。最終的に46話で完結することが決まったのは制作の最終段階（1984年6月）だった。こうした経緯は、当時発売された『ジ・アニメ』、『アニメック』などの各種ムック本で、当時としてはかなり詳しく紹介された。結局、時間帯変更以降はより低年齢層のファンの人気獲得のために、衛星タウトへ襲撃に向かう展開よりもさらに戦闘色が濃くなり（ククト星編）、旧来の一般的なロボットアニメ路線に近い内容へモディファイされた。当初は子供たちだけで地球まで目指すストーリーで進められていたのを、テコ入れのため敵衛星タウトに同胞捕虜救出のため襲撃に向かう展開に差し替えられた。それに合わせてBGMも新曲にほぼ置き換えられ、主役ロボットには強化装備が追加され、主人公ロディのキャラクターデザインも活発でアグレッシブなものに差し替えられるとともに、敵軍にライバルキャラクターも登場した（異星人陣営が姿を見せて全貌を現した）。また3クール目からの放送時間帯変更を機に、放送を打ち切りにした地方局がいくつかあったため、これに対して、当時の中学生・高校生を中心とするアニメファンが番組存続の署名運動を敢行して地元テレビ局に集まった署名を提出し、一部の局で放送継続の決定に至ったというエピソードがある。この模様は当時の『朝日新聞』でも取り上げられた。結局、後半がそのまま打ち切りとなった地域では、当番組はタウト星到達前で最終回だという認識のまま長年を過ごした（成人後も真相を聞くまで知らなかった）人々が散見されていた。
本作品は時間帯変更や打ち切りの話しや最後の数話が制作されなかったことで不人気というイメージがあるが、実際はヒット作と言ってもよい成績だった。まず5誌ほどあった当時のアニメ誌で、1年弱の間に表紙になった回数は10回以上、つまりほぼ1ヵ月に一度の割合だった。関連ムック、書籍の出版点数も10冊を超え、全て合わせると数十万部という数字になる。主題歌であるTAOの『HELLO, VIFAM』のシングルEPは30万枚を売り上げ、本作品で初めてテレビアニメの音楽を手掛けた渡辺俊幸によるサウンドトラックはいずれもヒット作となった。中でも放送終了翌月に発売された『銀河漂流バイファム総集編』(K-5505-6) は、オリコンLPチャートで最高10位を記録した。本放送後にも後日談を扱ったOVA作品が4作も制作された。その一方で、メイン商品であるバンダイのプラモデルの売上は、一応黒字ではあったと言われるが、ガンプラのような大ヒットというわけではなかった。特に敵メカの売上は芳しくなく、多くの機体が商品化されなかった。関連商品の売上が好調の中で、メイン商品のプラモデルの売上はほどほどという現象から、本作が従来のロボットアニメの顧客層ではなく、アニメファンたちによって支持された作品であったことがわかる。

## 作品の特徴
テレビアニメ番組としては実験的な試みがいくつかされており、以下にその例を挙げる。
- アバンタイトルを導入した。3クール目以降は時短優先のため廃止された。
- 次回予告はテキストとアイキャッチのみとした。
- 敵陣営の説明描写を極力行わず、視聴者にもその概要を作中ではなるべく明かさない。3クール目以降は敵の母星と衛星が舞台となり、むしろ説明描写やコンタクトがストーリーの中心となった。
- オープニング主題歌の歌詞がすべて英語。3クール目以降は時短のため再生速度が早められ、一部カットするなどの時短編集も行われていた。
- ゴールデンタイムの毎週金曜19時という破格の枠での全国ネット。ただし裏番組は『ドラえもん』であったため、視聴率が悪かった。
- 姿勢制御バーニア描写の徹底。バーニア噴射方向にしか機体が進まず、方向転換も制動もバーニア噴射、という物理学的描写の徹底ぶりは、本作以降はほとんど見受けられない。
- 主役ロボットは量産機で、地味なカラーリング。半年前に放送開始の『装甲騎兵ボトムズ』でもこの手法が採用されていた。デザイナーの大河原邦男はこれについて「あまり上出来ではない」と後に言及している[11]。
- 主役ロボットは1クールにわたって登場せず、序盤に少し出た後は2クール目まで登場しなかった。
- 子供たちは最後まで全員死なない。当初は脚本家のアイデアレベルでは低視聴率へのテコ入れのための死亡演出も想定にあったものの、放送中の企画会議で監督によりこの方針が通達された。
- パイロットおよび艦船オペレーターは一般人の小中学生のみ。当初および後に至るまで、軍隊や勢力など組織に所属することは一切なく、最後までただの仲間同士、普通の小中学生の子供たちのみであった。有事に軍服やパイロットスーツも着ることは一部の例外を除いて一切ない。
- 音声対話型コンピュータの採用。それまでの作品のようなごくわずかな補助的な描写ではなく、作品世界における中核技術として、艦船やロボットの内蔵AIと乗員との会話が頻繁に描写され、メカニカル方面の魅力として作品人気の増加要因となった[要出典]。この手法は後の『レイズナー』に受け継がれている。

## デザイン
キャラクターデザインは芦田豊雄、メカニカルデザインは大河原邦男が手掛けた。また、当時サンライズに入社したばかりの永野護が大河原がデザインしなかった一部のゲストメカのデザインを担当している。永野はそれ以外にもRVのラフデザイン、地球軍とククト軍両方の制服のデザイン（クリンナップは芦田）、一部ゲストキャラクターのデザインなども行っている。その後、『重戦機エルガイム』の作業が始まったために永野は途中で抜けることになり、その後を市橋一美、松岡伸、佐藤正浩が引き継いだ。

## あらすじ
西暦2058年（玩具CMナレーションでは西暦2050年）。地球から遙か四十数光年先のイプザーロン恒星系にある人類の植民惑星クレアドが、異星人の軍隊に突如攻撃され壊滅状態となる。生き残った難民と軍人は、衛星軌道上の宇宙ステーションへ逃れるも追撃を受け続け、練習宇宙艦ジェイナスで隣接の植民惑星ベルウィックへ逃れ潜伏。その間にも次第に生存者が減り、現地の軍事基地も壊滅。再度宇宙へ脱出する頃には、大人が一人になっていた。子供たちは異星人脱獄者との遭遇で得た情報から、異星人側の軍の捕虜となった家族を救出するため、ジェイナスおよび人型兵器ラウンドバーニアンで異星人の軍隊と戦いながら、敵軍の基地衛星および母星を目指す。しかし、ついに最後の大人も交戦中に撃墜され行方不明となる。13人の少年少女の旅路は、徐々に熾烈をきわめてゆく。

### 物語の核心
イプザーロン恒星系のクレアド・ベルウィックの両惑星とも、もともと異星人と呼ばれるククトニアンに管理された惑星で核汚染で荒廃したものを謎の遺跡（再生装置）の力で人間の住める状態に再生した星だった。ククトニアン科学者が移住実験をしていたところを、地球軍が武力で虐殺・占拠・占領したもので、侵略者は地球人の方である。カチュアはククトニアン科学者の生き残りの遺児で、心ある地球人に保護されてベルウィックで育てられた。ククトニアンは穏健にベルウィック星の返還を要求していたが、ククトニアンサイドでも軍事政権化が進み、さらに地球軍がクレアド星の占拠・入植をはじめたので、ついにククトニアンからの武力奪還攻撃を受けて、この物語が始まった。

## 登場人物
各記事に記載の年齢は、作品に初登場時の設定。『バイファム13』関連の情報は声の出演を除いてすべて省略。声の出演が併記されているものは、順に『銀河漂流バイファム』、『銀河漂流バイファム13』での声の出演を示している。
初期の番組ナレーションは富田耕生が担当したが、中盤のジェイナス航海開始より、自著の航海日誌の読み上げという形でスコット・ヘイワード（鳥海勝美）が務めた。

### 子供達
ロディ・シャッフル (RODDY-SHUFFLE)
声 - 難波克弘 (TV) / 保志総一朗（13、サンライズゲーム作品）
14歳。男子。ベルウィック星出身。血液型はO型。フレッド・シャッフルの兄。白のツナギに赤いTシャツ姿の少年。積極的で、彼の行動から事態が展開することも多く、本編の主人公格となっている。典型的な明るい人間で喜怒哀楽が激しく、誰とでもすぐに打ち解ける。戦闘では主にRVバイファム（機体番号7）に搭乗。メカの扱いに関するセンスが良く、RVの操縦に関しては長い航海の間に、中盤で登場した地球軍の正規RVパイロット以上に実戦を経験しており、ククト軍のエースパイロットであるミューラァとも、ほぼ互角に渡り合える技量を持つまでに成長した。13人の中で唯一、番組下半期分の設定画が芦田によって描き直され（3クール目の26話から適用）、背が伸びて顔つきも精悍になっている（15歳になった）。同年齢のバーツとは親友、相棒そして肩を並べる戦友としての絆が深い。また、ケイトの死の原因となった行動を責めるなどの紆余曲折はあったが、共に行動したカチュアへ次第に心惹かれていく。その一方で他のメンバーの男女が恋愛的にセットになる中、1人で扱われることも少なくない。

バーツ・ライアン (BARTS-LYAN)
声 - 竹村拓
14歳。男子。地球（ドイツ）出身。血液型はB型。レーサー志望で再婚した親に反抗して暴走族だった過去を持つ。ベルウィック星で他のメンバーに合流。一見ツッパリ少年風だが、心優しく、面倒見のいい性格で場を盛り上げるムードメーカー。基本的には行動派だが、一歩引くという大人の感覚も身につけている。歳の近いロディやスコットとは特に仲がよく、覗き事件・エロ本騒動など、共に思春期の男子らしい行動も目立った。マキとは恋愛関係につながるとも思えるエピソードもあった。歯が1本欠けているが、放置されていたRVディルファムに搭乗して初めて戦闘した際折れたもの。RV操縦に関しては一日の長があり、当初は操縦シミュレーターで他の子供たちにレクチャーを施すほどだった。宇宙に出てからの戦闘では、RVネオファムに搭乗。タウト星で地球軍と合流した際、ククト星降下後の大気圏内戦闘に備えて補給物資の中からスリングパニアーをこっそり拝借するなど、抜け目がない。ベルウィック育ちでギャンザーや他の危険な小動物に対応するために、子供達の中で唯一、最初から私物で銃（コード接続型ビームガン）を携帯していた。

スコット・ヘイワード (SCOTT-HEYWARD)
声 - 鳥海勝美
15歳。男子。地球（アメリカ）出身。血液型はA型。ジェイナス号のキャプテン。最年長であるというだけの理由で否応なくキャプテンを任せられてしまう。生真面目な性格で自分に対しあまり自信が持てないが、おだてられるとその気になるタイプ。当初はやけに悲観的な発言をして周囲を不安がらせるなど、精神面で頼りない面も見受けられたが、基本的な能力が高かったこともあり、戦いの中で徐々にリーダーとしての力量を備えてゆき、またある事件を契機に次第に人間的で柔らかい一面が表に出るようにもなり、他の子供達からも頼られる存在へと成長していく。クレアとは幼馴染。RVの操縦は苦手だが、タウト星に囚われたロディを救出すべく黄色い塗装の練習用バイファムで出撃したこともある。

クレア・バーブランド (CLARE-BARBLAND)
声 - 冨永みーな
14歳。女子。地球（アメリカ）出身。血液型はO型。高級将校の一人娘。戦闘にはほとんど参加せず、主にジェイナスの内政・家事を担当する。世話好きで頭の回転も速いが、少々潔癖症。ストレスを内に溜め込むきらいがあり、マルロ・ルチーナら幼い子供達の母親代わりも任せられてしまう状況に、時には感情を爆発させたこともある。スコットとはガールスカウト時代からの知り合いで、彼の良き理解者。終盤での両親の収容所解放作戦では重機関銃を撃ちまくり、さらにバズーカを拾って暴れる一面を覗かせる。

マキ・ローウェル (MAKI-ROWEL)
声 - 羽村京子 / 手塚ちはる
13歳（第2話での初登場時は12歳）。女子。ベルウィック星出身。血液型はB型。目深にかぶった「MAKI」印の帽子と白いショートパンツがトレードマークの、ボーイッシュな女の子。一人称は「あたい」。普段は帽子で隠れているが、髪は長い。コンピュータやメカに強く、行動派の面が目立ち、時としてやや大人ぶった言動をするが、料理が得意など、女の子らしいチャーミングな一面も併せ持つ。音楽の趣味はクラシックらしい。物語が進む内にバーツと恋仲になって行く描写も見られた。戦闘時には主にパペットファイターを操縦し、敵ARVを撃墜している。後半では一時補充されたRVトゥランファムに砲手として搭乗したが、操縦担当のケンツの五月蝿さに辟易し、カチュアと交替しているが、ククト星ではバーツやカチュアとコンビを組んで、操縦手として騎乗した時もあった。ククト星では、主にバギーの運転手を担当。

シャロン・パブリン (SHALON-PUBLIN)
声 - 原えりこ
11歳。女子。クレアド星出身。血液型はB型。赤毛。男の子のような風貌で、一人称は「オレ」。開けっぴろげでマイペース。協調性に欠ける上に人が困ることをしても悪びれず、窘められると逆に怒り出す。そのため、当初は他の子供たちとトラブルを起こすこともままあったが、根が明るく憎めない性格のため、深刻な事態になることはほとんどない。ケンツにはいつもちょっかいを出してからかっているが、気配りも見せる。がさつな彼女を嫌っていたペンチとも、とある事件をきっかけに仲良くなる。イチゴ柄のパンティーを愛用。ジャンク品工作が得意で、手先の器用さを活かしたエピソードが多い。直接戦闘に絡むことは稀だが、砲手として敵ARVを撃墜したこともある。ククト星でケンツがガイの人質に取られた際、一番怒りを見せたのも彼女で、大岩を持ち上げたりバズーカでギブルを撃破している。なおシャロン曰く、母親（ミシェル・パブリン）は「ちいっとは名のあるスペースダンサー（踊り娘）」らしい。

フレッド・シャッフル (FRED-SHUFFLE)
声 - 菊池英博
11歳。男子。ベルウィック星出身。血液型はA型。ロディの弟で、兄とは対照的に引っ込み思案で内向的、泣き虫で怖がりな少年。ロディを頼りにしている一方、危険を顧みない兄の行動をいつも心配している（一方のロディもその引っ込み思案と臆病さに振り回されることがある）。頭の回転が速く、手先も器用でコンピュータの扱いは子供達の中では一番上手い。子供達の戦闘に重要な役割を果たした「高ゲタ」は、彼のアイデアによるものである。戦闘にはほとんど参加せず、主にコンピュータ処理を担当するが、ロディのピンチの際にはRVに乗り込んで戦闘に参加することもあった。ペンチのことは、クレアドに彼女が来たときから気にかけている。なお、ロディと兄弟という設定は、キャラデザイン時にたまたま顔が似ていたということがきっかけであることが、各ムックのインタビューでたびたび言及されている。

ペンチ・イライザ (PENCH-ELIZA)
声 - 秋山るな
10歳。女子。地球（フランス）出身。血液型はA型。詩作と読書が好きな、普段は物静かな女の子。だが時折芯の強さを見せ周囲を驚かせる。フレッドと仲が良く、優柔不断な彼を常にリードしている。シャロンとはある事件をきっかけに気の置けない悪友となる。直接戦闘に絡むことは稀。見かけによらず寝相が悪い。食事当番では航路設定の勉学をこなしながら自動調理器の操作をしていたため設定を誤り、133人分の食事を作り出してしまい、艦内がパニックになったこともある。

カチュア・ピアスン (KATUE-PEARSON)
声 - 笠原弘子
10歳前後。女子。緑の髪と青い瞳が特徴的な、冷静沈着で心優しい少女。普段は物静かだが行動力があり、他の子供たちの危機を幾度か救った。実は純血のククトニアンであり、戦災にて両親とはぐれ、地球人に育てられたという出自が後に明かされ、幼くして過酷な運命に晒されることになる。頭脳明晰で、ベルウィック星脱出の際にはシャトル操縦に関して知識を役立てた。ジェイナスに移ってからは主に情報処理を担当。後半では、砲手として操縦担当のケンツと共にRVトゥランファムに搭乗した。ククト人の両親に会うのに一番執着し、片言のククト語を学習してタウト星へメッセージを呼びかけたこともある。ロディとは第17話の残骸での救出の一件以来、タウト星で捕虜となった時やククト星へ単独降下した際に一緒に行動しており、次第に両者は恋愛にも似た関係を見せる。ククト星に降り立ってからは、生みの両親に会うべきかどうかで逡巡する場面も多く見られ、結果的に最終話でククトで両親を探すことを決意。独断でついてきたジミーを伴い、他のメンバーと別れてククトへ旅立つ。

ケンツ・ノートン (KENTSU-NORTON)
声 - 野沢雅子
9歳。男子。ベルウィック星出身。血液型はB型。軍人一家に育ち、社会で一番偉いのは軍人だと信じている熱血少年。軍事マニアでもあり、RVなどの兵器にも詳しい。通称「軍曹」（バーツの命名）。行動力だけは旺盛だが、それを支えるものがないので戦闘時には制止を聞かず猪突猛進、敵とみるや真っ先に発砲するなど、常にジェイナスのトラブルメーカーとなっている。一方で、異性の悪友シャロンに対しては純情な一面も見せる。また、異星人であることが判明したカチュアのことを責めた際に、彼女をかばうジミーと大喧嘩をしたが、後に別件で彼とは蒙古斑を見せ合う親友になった（その後、カチュアとも和解し、よき仲間となる）。戦闘時には好んで火器を扱ったほか、後半にはカチュアと共にRVトゥランファム（機体番号8と11）に搭乗。機体のパーソナルマークは精鋭部隊「レッドベア」を模した自作の下手なエンブレム（豚に見える）だが、シャロンに「あの豚より、こっちの方がかーいいだろ」と、可愛い赤い熊（げじげじ眉毛のケンツ似）へ描き直されてしまった。しかし、ケンツ本人も満更でもないらしく、その後もずっと使われ続けた。終盤になってジミーと兄弟になることを誓い合い、生存が判明した母親も喜んでいたほどだったが、そのジミーがカチュアを慕う一心から独断行動を取ってククトへ旅立ってしまったために誓いが果たされることは無く、シャロンにすがって号泣した。

ジミー・エリル (JIMMY-ERIL)
声 - 千々松幸子
7歳。男子。地球（カナダ）出身。血液型はAB型。ベルウィック星の宇宙ステーションでカチュアと一緒に救出された少年。やや閉じこもりがちなところがあり、会話が苦手。いつも行動がワンテンポ遅く（食事の時は例外）、のんびりしているように見えるがカチュアが責められたりすると激しく怒り、彼女を責めようとした者に飛びかかったり、噛みついたりする。ハーモニカ演奏が趣味で、動植物への愛情も強い。またカーゴルームの遺跡の変化にいち早く気づく、エクストラ力線を「音」として認識できるなど、五感に人並みはずれた能力を持っている。ジャムを作るなど、簡単な調理もできる模様。同じポッドで脱出し、同じように無口なカチュアといつも一緒にいたが、一度ケンツと喧嘩をして打ち解けた後は彼とコンビになることも多くなる。マルロやルチーナの良き遊び相手であり、物語終盤ではカチュアの行く末も左右した。ジェイナス号の砲手として幾度となく敵ARVを撃退している。両親はベルウィック星脱出時に死亡しており、地球人の子供12人の中では唯一近親者がいないが、そのことは作品最終盤まで誰にも明かしていなかった。そのことを知ったケンツから、俺の弟になれと誘われたものの、最終話でカチュアと共にデュボアたちのもとに残ることを決断し、ケンツに「弟になれなくてごめん」と言い残して（その直前にケンツにハーモニカを渡していた）ククトへと旅立った。ケンツとのコンビは漫画家の眠田直曰く「声だけ聞いているとまるで往年の名コンビ」とも。

マルロ・Jr.・ボナー (MALRO-J-BONNER)
声 - 佐々木るん
4歳。男子。ベルウィック星出身。血液型はA型。ルチーナと同じく、最年少メンバー。普段はルチーナの尻に敷かれ気味だが、いざという時は男らしく振る舞おうとする健気な一面も見せる。最年少組ではあるが、それに甘んじることもなく、生活面では2人ともきちんと言いつけられた仕事を（楽しみながら）こなしている。だがニンニク嫌い（これはルチーナも同じ）で、自動調理器を扱う際に、倉庫から持って来ておきながら機械に投入しなかった。

ルチーナ・プレシェット (ROUTINE-PRESSETTE)
声 - 滝沢久美子
4歳。女子。ベルウィック星出身。血液型はB型。2話での登場時、乗船名簿に登録する際「5歳」とサバを読んでしまうほど、遊びたい盛りの少々おませな女の子。家が隣同士だった同い年のマルロとは仲も良いが、どちらかと言えば「お姉さん」気取り。将来の夢は、マルロのお嫁さんになること。デザインと色彩がミンキーモモ（空モモの幼少時）に酷似しており、セルフパロディとして月刊OUTに掲載された「フェナリナーサから、モモのコスチュームとペンダントを贈られて不思議がるルチーナ」のオフィシャルイラストも存在した。

### 大人の地球人
ケイト・ハザウェイ
声 - 滝沢久美子
26歳。女性。地球出身。クレークの助手としてクレアド星に派遣されていた地質学者。クレークが行方不明となって以降、ジェイナスの子供達の引率者・母親代わりとなる。ククトニアンであるラレドとの接触を持ってしまったことで、カチュアの出生の秘密を知り、また、地球に向かっても逢えると思われていたクルーたちの両親には会えず、敵の衛星であるタウト星に両親がとらわれていることがわかるなど、次々に解決困難な問題に直面。すでに大人は彼女一人であり、頼れる者もなく一時は酒に溺れる。しかし、ロディの説得などもあって立ち直る。16話で子供達を救うため自らパペットファイターで出撃するも被弾、ショックでウェアパペットのロックが外れなくなり、脱出不能のままロディたちの目の前で閃光に包まれ死亡したかに思われた。しかし後にOVA版においてシド・ミューラァに救助され、生存していることが判明する（ただし、軍部の凄惨な拷問により記憶を失っていた）。ロディの初恋の人であり、唇を奪った最初の女性。喫煙者。

メルビン・クレーク
声 - 笹岡繁蔵
42歳。男性。地球出身。クレアド星の遺跡調査隊のチーフとして派遣された宇宙考古学者・地質学者。学者にしては胸板厚くワイルドな風貌で、正規のクルーや多くの避難民を失ったジェイナスを抜群の行動力で指揮する。ケイトがひそかに愛していた人。ベルウィック星で攻撃を受け、消息を絶つ。乗っていた輸送機の残骸は発見され、コクピット付近の屍肉に群がる猛禽類が死を暗示していたが、「死体は一つも見つからなかった」との台詞もあって生死ははっきりしない。

フレデリック・ローデン
声 - 仲村秀生 / 藤本譲
男性。地球連邦宇宙軍駆逐艦レーガン艦長。階級は大佐。イプザーロン系での異星人襲来の報を受け、派遣された地球軍先遣艦隊の司令。その際にタウト星へ向かうジェイナスと接触し、子供たちを保護し地球へ送還しようとするが、両親を救出したいという彼らの純真な思いに心を動かされる。だが、彼も職業軍人である思考の枷を逸脱できず、タウト星では子供達に厳しい現実を突き付けた。後のタウト星上空での戦闘で、死亡している可能性が高い。

アデル
声 - 小野健一
男性。地球連邦宇宙軍駆逐艦レーガン所属。階級は大尉。ローデン大佐の補佐を担当。シュトロハイムと組んでトゥランファムにも搭乗した。『バイファム13』においては中尉になっていた。

シュトロハイム
声 - 福士秀樹
男性。最新鋭RVトゥランファム隊のパイロット。階級は少尉。ローデン艦隊と合流したジェイナスに、4名の部下と共に配属された。警告の「敵は新型です」に対し「おじさん、最新モード大好きだよ」と軽口を返すノリもある。

中尉
声 - 山田俊司
本名不明。男性。クレアド星脱出の折、艦長が搭乗前に戦死してしまったため、ジェイナスの指揮を執ることになった先任士官。妻と息子がいる。バイファムに自爆装置をセットしてXU23aへ突撃し、生存確率0.29%の可能性に賭けて敵艦と差し違える。

ギャラクレー
声 - 喜多川拓郎
男性。地球連邦軍第七航空艦隊旗艦、駆逐艦バンガード艦長。ジェダらリベラリストとの会見を行った。

司令官
声 - 富田耕生
地球軍の将官でクレアド星駐留部隊の司令（氏名などは語られておらず、不明）。ベルウィック星ジワィメルゥ基地の司令（ベロア大佐）などを富田耕生が演じている。いずれも中年の男性。

ミセスロビンソン
声 - 佐久間なつみ
中年あるいは初老の女性。クレアド星の少年少女のよりどころである「センター」の責任者。クレアド脱出の際、ロディ・フレッド・ペンチとともに行動している。ジェイナスに乗り込むものの大規模戦闘の起こった2話でほかの大人たちとともに死亡。
このほか、クレアの父親であるバーブランド大佐、声だけの出演としてロディ/フレッドの父親、スコットの父親、マルロの母親、ルチーナの母親が登場。クレアの回想シーン中にクレアの母親も登場している（いずれも名は不明、年齢も不詳）。
また、一瞬ではあるがカチュアの育ての両親も映っている。

### ククトニアン
ククトニアンという名称が登場するまで、地球人側はアストロゲーターと呼んでいる。多くはブルーやグリーンといった寒色系の頭髪と瞳を持つが、リベラリストには赤毛やメッシュに染めたパンク系の者も見られた。また、瞳のハイライトも地球人とは異なる。
なお、劇中では、ククトニアンと地球人類とは事実上同根であるとされている。地球人類との差異はほとんどないが、ククトニアンでは第三頸椎の退化が見られるとされる。
ラレド
声 - 藤城裕士
男性。ジェイナスの子供達と初めて接触を持ったククトニアン。重傷を負いジェイナスに保護され、そこでカチュアがククトニアンであることを示唆する。自分の命が長くないことを悟り、囮となって宇宙に消えた。リベラリストグループの一員。

シド・ミューラァ
声 - 古田信幸
男性。新ククトコロニー出身。ククト第三軍第3ククト星師団特殊部隊第2特務別動隊指揮官、少佐。ククトニアンの父と地球人の母との間に生まれた混血児。そのため、反地球感情が高まっていたククトニアン社会で激しい差別を受け、実力だけが評価される軍に身を投じた。ARVデュラッヘに搭乗し、ロディの好敵手として戦闘を重ねる。混血児ゆえか、基本的に頭髪が直毛のククトニアンにあって彼はウェーブがかっており、瞳のハイライトも地球人様とククトニアン様の両方の描写が見られる。
OVA版では軍は辞めており戦死したことになっている。軍のやり方に嫌気が差し地球軍の捕虜だったケイト・ハザウェイを連れて脱走した。新政府に有効記念式典のゲストとしてククト星に招待されたロディとケイトを対面させる。
名前の由来は、当時ロス疑惑で話題になった三浦和義の「三浦」から引用し「ミューラァ」になったとされる。ビジュアル面でのモデルはデヴィッド・ボウイ 。

レアラ・ジェダ
声 - 堀内賢雄
男性。新ククトコロニー出身。本編内では単にジェダと呼ばれる場合が多い。ククトニアンのリベラリストグループのリーダー的存在。政治犯としてタウト星に投獄されていた時に、同じく囚われたロディと出会う。タウト星脱出後、ククト星でロディたちと再会。グループの行動隊長として活躍し、戦闘時には独自に開発したARVギャドルに搭乗した。普段は温厚で人当たりがよいが、戦闘時には味方を敢えて見捨てることも厭わない一面も見せる。地球語を話すことができ、後述のククト軍の「通訳」よりも流暢に発音する。

通訳
声 - 西川幾雄
本名不明。壮年の男性。タウト星に配属されたククト軍の情報将校。作中のテロップでの紹介は「通訳」だが、作中の描写では他のククトニアンの通訳を行う描写は無く、自らロディ、カチュアらの尋問に当たっている。ただし地球語の発音は上手とは言えず、おかしなイントネーションになっている。
ロディへ自白剤を見せ、ジェスチャーを交えた「サモナイト、オくすり使ワなくてはナリマセン（中略）、イイノレスカ。コーレ用いると、のーミソくるくる。もう元へは戻レマセン」などの発言も、後に発売されたOVAでネタにされていた。

シャル・サライダ
声 - 緒方賢一
初老の男性。ククトニアンのリベラリストグループの精神的指導者で、かつ技術者でもあり、リベラリストグループの使用するARVギャドルの設計者。「博士（はかせ）」の肩書きで呼ばれている。ミューラァの父の友人であり、両親を失った彼の育ての親でもあった。そのため、彼の置かれた複雑な立場を慮っていた。カチュアとジミーがククト星に残って以後の保護者ともなった。

グレダ・デュボア
声 - 原えりこ
女性。ククトニアンのリベラリストグループの一員。サライダ博士の片腕で秘書的なポジションにいた。苦悩するカチュアをジミーとともにククト星に連れ帰り、2人の保護を行った。

ガイ、メル、ケイ、ユウ
声 - 真柴摩利（ガイ）、吉田美保（メル）、綾崎みき（ケイ）、西宏子（ユウ）
ククトニアンの子供達の4人組。ガイとユウは兄弟。ククト星の収容所に捕らわれている両親を探すために大型フローティングタンクで密航。ククト星を旅をしていた。食糧を奪うためにジェイナスの子供達と接触、ケンツを人質にとって逃亡するなど紆余曲折もあったが、後に和解。協力を得て無事両親に再会した。

メルの父
声 - 稲葉実
政治犯としてククト星の収容所に囚われ、強制労働に従事させられていたが、ジェイナスの子供達によって解放される。後に収容所の再襲撃を提案。予備の武器を手に収容所にあった大型輸送機およびARVギブル二機を奪って、ククトニアン市民の住むコロニーへと戻っていった。

ロード・ガンテツ
声 - 加藤治
男性。第39話登場。ククト軍第3特務部隊の隊長で階級は少佐。新型可変砲撃型ARVディゾを駆りデュラッヘの量産型ディロムの部隊を指揮していた。嫌がらせに不意打ちでデュラッヘをかすめて砲撃して登場し、ミューラァに追い詰められたロディを結果的に救った形となる。ミューラァの出生の噂を知っており、敵異星人との混血児でありながら、異例の出世をしたミューラァに嫉妬するかのようなセリフを吐き、ほとんど内情描写の無いククト軍で珍しく人間臭い姿を晒した。ジェダ率いるリベラリストグループのARV部隊に撃破された。

アイゼル
声 - 富田耕生
初老の男性。ククト星駐留部隊の司令で再生装置をともないククト星へ侵攻してきた地球軍（ジェイナス）や、地下に潜る反乱分子を執拗に狙い、後にリベラリストのシャトルを追って宇宙まで追撃をかける。ミューラァの直属上司だが、彼の出生を理由に完全に信頼しておらず、後に命令違反罪をでっち上げて戦場での抹殺すら試みた。

オタ
声 - 西川幾雄
壮年。眼鏡を掛けた神経質そうな顔立ちをした男性で、ククト星駐留部隊の副司令を務める。やはりミューラァを信用しておらず、部隊指揮権を剥奪した。司令の腰巾着。

コーネル
声 - 福士秀樹
男性。ミューラァの副官。ミューラァの留守中、ガイの両親たちが起こした収容所襲撃作戦でジープに乗って前線指揮を執っていたが、ジミーが落としたバズーカの砲弾を受けて爆死。ククト軍の高級士官には珍しく、ミューラァの出生を気にせずに片腕を務めていた。

フォルクス
声 - 鈴木勝美
男性。同じくミューラァの副官。再生装置捜索部隊の一員。敵が再生装置をともない移動している件に対する疑問を述べていた。後にフォルクスの偵察部隊が連絡を絶ったとの報告があり、本人も再登場はしない。

ネラ
声 - 佐々木るん
女性。OVA4巻に登場。ミューラァを愛し、彼が保護するケイトに嫉妬する。地球の女性風のウィッグを被った姿でロディとのパイプ役を務めた。

## 登場メカ
基本的には『銀河漂流バイファム』関連のもの。『バイファム13』関連は後述の「用語」の節を参照。

### ウェア・パペット
ウェア・パペットは、ラウンドバーニアン（RV）と並ぶ地球側の宇宙兵器。双方とも元々は宇宙開発におけるEVA（船外作業機）から発達したものであり、大型化したものがRV、宇宙服の延長上にある人間に近いサイズのものがウェア・パペットである。
宇宙服に装甲と動力による補助を付け加えた一種のパワードスーツ。関節部にはモーターアシスト機能のある補助動力ユニットが内蔵されており、宇宙空間はバーニアで移動する。「オールオーバー」と「トウィンクル・ヘッド」の2タイプが存在する。ヘルメットの形状（スーツと一体型か独立型か）など細部が異なっているが、性能面ではほとんど差はない。トゥインクル・ヘッドの方が新型ではあるものの、旧型のオールオーバーの方が周辺機器や装備（パペットファイターなど）が充実している。
宇宙での戦闘においても4連装ロケットガンや他の手持ち武器を携行してRVを支援し、船外活動によって宇宙艦艇の主砲として（発砲の際の反動が影響するため）艦から離して使用するニュートロン・バズーカの運用も行う。また、ウェア・パペット（オールオーバー・タイプ）を制御ユニットとする宇宙戦闘機パペットファイターも機動兵器としては効果的である。
元は大人用に開発されたものだったため、背の低い子供達がこれを着用するには脚部内部に「高ゲタ」の装備が必要となった。

### 宇宙艦艇
外宇宙練習艦ジェイナス
異星人の襲撃を受けたクレアド星からの脱出に利用され、その後子供たち13人による、ククト星までの果てない旅に使用された宇宙船。4等級恒星間宇宙船。ヘルメス級2番艦。同型艦にホダカがあるが、1番艦ヘルメスがすでに退役しているところからも判るように、このクラスは相当な旧式艦である。半球状の居住スペースとラウンドバーニアンの格納庫がある下部主船体、後ろに伸びた航行用の部位から構成される。その形状は、キノコの軸部分に串団子を突き刺した形を想像すると理解しやすい。なお、この串団子部分のデザインは、NHKで放映されていたアニメ「キャプテン・フューチャー」に登場する「コメット号」から翼を除いた姿に酷似しており、当時のアニメ誌上で茶化されたこともあった。
クレイ8000系と呼ばれるコンピュータが航行を管理するシステムとなっており、乗組員は直接操作以外にコンピュータと対話して命令を指示することができる。艦ごとにコンピュータに愛称が付けられており、ジェイナスのコンピュータは「ボギー」と命名されていた（声：秋山るな）。ボギーと子供達が対話をする描写は、本作の制作企画書に盛り込まれていた「コンピュータと共存する子供」というテーマを反映したものであった。
本来は軍人が恒星間航行の練習をするための船であるため本格的な戦闘はあまり考慮されておらず、艦自体の武装は連装の格納式ビーム砲座が上下合わせて8基あるだけである。ただし、練習艦ゆえに未熟な乗員による操船が行われることを考慮し、コンピュータによる乗組員のバックアップ能力は通常の軍艦よりも高い。
艦橋や居住ブロックといった施設は、艦上方のキノコの傘に相当する部分に集中している。恒星間を航行可能な練習艦だけあって長期間の航行に耐えうる設計がなされており、エンディングにも登場した大樹を植えたホログラムを投影する廊下をはじめ、娯楽室、大量の食事を一括調理する自動調理器を備えた大食堂、巨大なバスルームなど客船並の居住施設を備えていた。なお、艦内倉庫の奥深くには大量のエロ本が積まれていたが、これは前艦長の趣味とされている。
推進機関周囲に接続された数個のブロックはドッキング・カーゴと呼ばれ、分離させて大気圏突入カプセルとして使用することができ、劇中ではRV2機を搭載して突入降下している。ジェイナス自身にも大気圏突入能力はあるがこれはあくまでも非常手段であり、船体には大気圏内での運用能力や自力での大気圏離脱能力はない。ククト星に強行着陸した際にジェイナスは擱座し、放棄される。その際、格納庫ハッチの一部は切り出され、バイファム、ネオファムの盾として流用された。子供達の脱出後も、しばらくはボギーは稼働しており、ミューラァらが調査のために乗船した際には、モニターに「AHO、BAKA、AHO、BAKA」と表示させながら、スコットらの行方を語ることなくはぐらかし、秘密通信にて状況を連絡するなどの活躍を見せた。船体は戦後も回収されることはなく、本作の2年後の後日談となるOVA版においてもそのままであった。
RV収容数は多く、クレアド星脱出後の戦闘で数機が撃墜されているにもかかわらず、ロディやバーツの使用した機体の他にもケンツが1度だけ使用したバイファム8号機や、これもスコットが1度だけ使用したイエローの練習機、未使用のネオファムまで存在している上、主船体下部左右の専用格納庫にパペット・ファイターを少なくとも十数機、小型艇2機、後部の格納庫にニュートロンバズーカ6機を搭載している。また、中盤で地球軍から補給を受けた際に少なくともトゥランファム2機も運び込まれている。
なお、企画段階では本艦の名称は「グラドス」だった。この名称は一部制作スタッフが共通の同社制作『蒼き流星SPTレイズナー』（1985年放映開始）において敵勢力の名称に転用されることになり、ゆえに『レイズナー』は設定や声優などにも共通点が多い。また書籍によっては「バージニアン」とも紹介されたが、いずれも企画段階での変遷である。

カールビンソン級宇宙駆逐艦
本作の設定では、国連の常任理事国に相当する米・ソ・英・仏・中が宇宙艦を保有していることになっている。主力として登場したのは3等級カールビンソンタイプ宇宙駆逐艦で、タウト星で沈んだのは駆逐艦レーガンほか、一隻（艦名不詳）。最終回でカチュアとジミーを除く11人の子供を収容したのは駆逐艦バンガード（英国海軍の伝統的艦名）である。形状は『バイファム』の宇宙艦艇類では珍しい宇宙戦艦ヤマト式の水上艦艇型で、主な武装は大型の連装ビーム砲塔3基。左右舷側に連装ビーム副砲塔をそれぞれ3基ずつ。艦首に多連装ミサイルランチャー。RV他の機動兵器を多数搭載する。ジェイナスと同じく搭載コンピュータ（レーガンのそれは「クラウド」）による補助が行われている。

ピケット艦
宇宙駆逐艦の随伴艦として登場した哨戒艦。黄色い警戒色と四角い船体が特徴。哨戒が主任務だけあって外見からは目立った武装はない。地球、ククトを問わず、バイファム登場の宇宙艦艇が如何なる方法でワープなどの超光速恒星間航行を行っているのかは、劇中では示されていない。

XU23a
ククト軍の中型輸送艇。大気圏内外両用で主に序盤によく登場した。ちょうどキノコのような形状をしており、笠の下にあるローター状のブレードを回転させながら、飛行時は「ピロロロロ」と独特の音を発する（ククトの艦艇類は、全てこの音を出しながら飛行する）。内部にはウグなどのARVを搭載しているほか、自身も胴体四方に4基とキノコでいう軸の部分に2基の連装ビーム砲を装備している。その形からは想像できないほど高速で移動することができる。塗装は茶色。XU23aとは地球側が付けた識別コード。後に残骸となり幽霊船として漂う本艦を見て、マキは「寒そう」との感想を洩らしていた。

宇宙戦闘艦
劇中中盤より登場する、薄緑色をしたククト軍の大型宇宙艦艇。左右に主翼を持った航空機型で、輸送艇であるXU23aと違って本格的な宇宙戦闘母艦らしく、火力や搭載ARVの数は段違いに高い。タウト星の戦いでは、被弾した本艦がタウト星へ墜落して誘爆。タウト星崩壊の原因となった。本艦はククト星の艦艇類では唯一、ローター状の機関を持たない。なお、17話に出て来た残骸と23話に登場したククト戦闘艦も本艦と同系列の艦艇だが、形状および色が微妙に異なる。

リベラリストの大型シャトル
ジェダたちリベラリストが建造した宇宙船。地球軍と接触するためにククト星を飛び立ち、劇中終盤のロディらの母船となる。シャトルと呼ばれているが宇宙輸送船で、ククト軍大型輸送機の拡大発展型。例に違わず、下部に大型ローター状の機関を持つ。非武装船だが、RVを搭載可能なカーゴコンテナを6つ接続可能で護衛用にバイファム、ネオファム、トゥランファム各1機とギャドル3機を収納していた。塗装は青紫。

カーゴロケット
リベラリストの基地から打ち上げられた垂直離床型ロケット。大型シャトルへ接続するカーゴコンテナを輸送し、衛星軌道上で本船とランデヴーする。

### 航空機 / 宇宙艇
飛行艇
地球軍の小型輸送機。上部に連装銃座がある。謎の遺跡を発見した現場へ軍司令官を送り届けた。機体形状は四角いバス型で揚力を発生させる翼や、着陸でホバーの描写はあるが底部にノズルも見当たらず、どんな原理で飛行しているのかは謎である（ローター状の機関で完全に重力制御飛行を会得しているククトニアンと違い、地球側の重力制御は宇宙船内の人工重力発生に留まっている）。

ラピッドファイター
クレアド星やベルウィック星に配備された大気圏内用単座戦闘機。カナード付き三発機で翼下のミサイルポッドが武器。第1話ではシャトルを護衛してウグと戦った。

パペット・ファイター
地球軍の単座式宇宙用戦闘機。ジェイナスにも搭載されており、主にマキが搭乗している。カチュアが行方不明になった時にはケイトがこれで出撃した。後にカチュアも使用してケンツやロディの危機を救っている。ウェア・パペット「オールオーバー」を着用した状態で搭乗するため、戦闘機側の生命維持装置は簡略化されている。武装は機首に小型のビームガンと前後に計4基の多連装ミサイルポッド。高速で接近し近距離でミサイルを一斉発射する一撃離脱型の使われ方が多かった。永野護のメカデザイン初仕事。サンライズ入社後、パペットファイターの図面を上司に見せたところ、デザインが初採用されて試用期間が終了した。1980年代のF1のウイングカーがモチーフとなっている。

高空・宇宙両用戦闘機
赤い機体色の地球軍新型戦闘機。文字通り、大気圏上層部と宇宙空間の双方で使用可能。武装は機首にビーム砲。左右側面に大型ミサイル計4発。胴体前後に多連装ミサイルポッドを計4基。終盤近くに援軍として多数登場し、ロディらを襲うククト軍部隊を蹴散らした。

シャトル
非武装の大型宇宙往還機。第1話で脱出用に使われたほか、ククト星での地球人捕虜収容所での奪還作戦にも登場。この時、クレアの父・バーブランド大佐が機長を務めていた。

小型シャトル
ベルウィック星の第二ステーションに残されていた小型宇宙往還機。ベルウィック星との往還に使用された。

輸送機
ベルウィック星に配備された先尾翼型の双発輸送機。軍へ救援を求め、ラピッドファイターでジワイメルゥ基地へ赴いたクレーク博士の帰路に使用された。

小型艇
オレンジ色の非武装小型艇。ジェイナスにも搭載されている。ククトニアンのラレドが本機に乗って漂流していたほか、ジェイナスからの船出やタウト星への呼びかけなど、カチュアが良く使用した。サイズに比べて航続距離は長い。大気圏突入性能がある。

兵員輸送艇
地球軍の小型輸送艇。ジェイナスへの人員輸送を担当した。劇中では「回送シャトル」と称されていた。全長15m。

曳航艇
地球軍の曳船型輸送艇。ワイヤー牽引する形で物資を曳航輸送する非武装艇で、エンジンは箱状艇体四方からX字状に伸びた支柱先へ配されており、曳航物資に直接噴射炎が掛からぬ構造になっている。ジェイナスへ補給物資を届けたほか、タウト星へもスリングパニアーなどを輸送している。

ニュートロンバズーカ
ケンツがジェイナスの格納庫で発見した、自力で移動可能な大型のビーム砲。RVの手持ち武器ではなく、発砲の際の反動が艦に影響するため、ウェア・パペットで艦から離し、人間の手による船外活動の要領で管制操作を行う。しかし、大型であるために姿勢制御などの取り回しが難しく、小回りがまったく利かない。出力は大きく、一撃で異星人の中継基地を破壊したほどだったが、ジェイナスで実戦に使われたのはその一度きりだった。だが、タウト星での戦いでは駆逐艦レーガン以下のローデン艦隊が、火力支援用に複数運用している描写がある。

ピーピングトム / VRC
どちらもジェイナスに搭載された宇宙用無人偵察ロケット。ピーピングトムは有線式。VRCは偵察ポッドである。後にジェイナスの不時着位置を偽装するため、ククト星にてエクストラ力線をトレースした波長を出すデコイとして全機使われた。

標的ブイ
ジェイナスに搭載されている小型無人機。機動性が高く、RVの射撃訓練に用いられる。本体からバーニアアームが左右に伸び、胴体中央にセンサーらしき物を備えている。低出力ビームガンによる模擬射撃も可能で、敵として撃ち返して来る実践的な射撃標的になる。

戦闘機
タウト星に配備されていたククト軍の小型戦闘機。キャノピーを持たない閉鎖型コクピットを備えている。ローデン艦隊接近の報を受け、ジェダやミューラァが脱出に用いた。ククト星へと向かったため、大気圏突入能力を備えている模様。平たいリフティングボディ型とミューラァ使用の主翼を持つ型の二種がある。

フローティングタンク
ARVを2機搭載できる浮遊戦車。初登場はベルウィック星のジャーゴ偵察隊。機体下部に単装ビーム砲塔を装備。機首にコクピットらしき物があるが、有人機なのかどうかは不明。ククト星でも長距離偵察や哨戒に使われており、ミューラァ隊も使用している。XU23a同様、機体底部にローター状の機関を持つ。

大型フローティングタンク
アメンボを彷彿とさせる形をした大型浮遊戦車。X字状の支柱先端（着陸脚）へそれぞれARVを1機搭載可能。ククト軍でも最新鋭機らしく、ミューラァはこれの到着に期待していた。武装は機首の連装ビーム砲のほか、上部に三連装ミサイルランチャーも装備している。ジェイナスの子供達は、見た目からこれを「ばってん印」と呼称していた。本機に密航してガイらがコロニーから来たところから、宇宙での運用と大気圏への突入も可能な模様。機体底部にローター式の機関とサーチライトを持つ。

大型輸送機
茶色いククト軍の大型輸送機。大気圏突入や離脱、宇宙空間での航行も可能。ククト星収容所襲撃では囚人たちが本機を奪取。ガイ、メルらククトニアンの子供達の両親脱出用に使われた。やはり機体下部に大型ローター状のものがある。機首に大型サーチライトを持つものの、武装は特に無い様子。

ホバーヘリ
リベラリストたちの小型連絡機。パイロットのほか、数名の同乗が可能でスコットらを乗せて通信基地へ赴いた。連絡機だが、機首にビーム砲があり戦闘にも対応する。ジェダが搭乗して大型フローティングタンクと空戦を行った。翼状のパーツの下に一基ずつローターがある。

### 車両類
地球軍戦車
地球軍の装軌式装甲車両。小型の単装砲塔と連装ビーム砲。車体後部に多連装ミサイルランチャーを持つ。戦車というよりも対空自走砲に近く、直接戦闘向きの車両ではない。クレアド星の空港でウグと戦ったが撃破されている。劇中では「特車」と呼ばれていた。

APC
第1話で使われた地球軍の装甲兵員輸送車。装輪式で民間人を空港へ緊急輸送するのに使用された。装甲は施されているがウグのビームには耐えられず、ロディの目前で破壊されて多数の民間人が犠牲になっている。

バギー
軍用の六輪ビーグル。オープントップでロールバー上に自衛用重機関銃を1基備えている（無いタイプもある）。ベルウィック星のアゾレック基地に残されていた物で、クレーク博士探索などに使用された。ククト星ではジェイナスを捨て旅に出たスコットら一行の移動用として活躍した。ソフトスキン（非装甲車両）で本来は戦闘には不向きだが、スコットが牽引式の連装ミサイルランチャーを用いて、XU23aを撃墜したこともある。

トラック
無蓋の幌付きトラック。同じくアゾレック基地にあった物。ジワィメルゥ基地へ赴くために使用。途中、敵輸送艇と遭遇。バーツが運転してXU23aへの体当たりを試みた。

トレーラー
軍用大型車両。牽引するトレーラーにはかなりの貨物が搭載可能で、ククト星では「再生装置」を積み、スコットが運転する指揮車両として主に使われていた。運転室のキャビン上に小型レーダーを装備可能。非武装だが、ケンツとジミーがキャビン上に乗ってバズーカを撃ったこともある。また、カチュアを人質に捕虜になっていたミューラァが逃走に用いたが、地球式の運転台を見て「なんだこの車は？まるで旧時代の代物だな！」と絶句していた。

運搬車
ジェイナス艦内で使われる電動カート。元々は台車を連結して、弾薬や機械部品といった重量物運搬に使用される作業用である（オープニングにも登場している）。ジミーが発見、マルロとルチーナを同乗させて廊下を得意げに運転していた。

ジープ / 装甲車
ククト軍の装輪式地上車両だが、ジェダたちリベラリストも使用している。塗装はどちらも茶色。装甲車は大型で、上部には人が操作する開放式単装ビーム砲が装備されている。ミューラァにトレーラーを奪われた後、スコットら一行の足にもなった。

### その他の用語
レコーダー
スコットが用いた記録装置。ジェイナス号艦長の航海日誌として一行の旅路が全て記録されており、その内容は中盤からは本編冒頭のナレーションにも使われていた。トレーラーに搭載していたために一時ミューラァに奪われるが、後にスコットがトレーラーごと奪還した。

謎の遺跡（再生装置）
クレアド星で発見された石碑のような形状の構造物で、学術資料としてクレーク博士がジェイナスへと持ち込んだ。実はククトニアンが彼らの抗争（核戦争とケイトは分析している）で荒廃した惑星に設置した環境再生システム。正式名称はリフレイドストーン。ミューラァは「再生装置」と呼んでいた。また再びククトニアン同士での抗争が起きた時に備えて、開発に携わったククトニアンのリベラリストによりククト製のコンピュータを狂わせるエクストラ力線を発する機能が隠されており、この機能が発動したおかげでジェイナスは当初のククト軍の猛攻から生き延びることができた。しかし、その事実が知られたのは相当後になってからで、当初は何に使われるものかまったく不明だった。
ククト星の地表にも同じ物が設置されていたが、エクストラ力線の効果を防ぐためにククト政府軍の手により中枢部分が抜き取られていた。ジェイナスを捨てたスコットが守り神としてトレーラーへ搭載したが、終盤ではククト政府軍側でもエクストラ力線を防ぐシールドを開発したため、効果は無効化された。その後サライダ博士より友好の証として13人へ贈られ、最終回には地球へと持ち帰られた。

中継基地
タウト星へのジェイナス進路上に存在するククト軍の宇宙基地。古い艦船を改造した物で、ARVや艦艇の補給施設として機能するほか、長距離ビームを発射していた。これを排除するためにジェイナス号の子供達は初めて長距離先制攻撃を行った。ニュートロンバズーカの直撃を受け、基地の要員はXU23aで脱出。その直後に爆発、破壊される。

タウト星
ククト星の半人工の衛星。ククト軍一大拠点であり地球人やククトニアンの反体制派の収容設備でもある。囚人の反乱で政府軍が一掃された後、一時、地球軍の補給拠点にもなったが、戦闘により誘爆。周囲のローデン艦隊とククト艦隊を飲み込んで消滅した。後にリベラリストの大型シャトル内で、残骸と化したタウトを見たクレアは「本当に死の衛星になってしまったのね」と嘆いていた。

監視衛星
タウト星周囲の四方に浮かぶ軍事用大型人工衛星。一基が壊れており、この間隙を縫ってジェイナスがタウト星へと近づいた。衛星だが自航能力があり、ある程度の火力とARV搭載機能も持つ。戦闘中、再生装置の影響で二基の監視衛星同士が衝突、破壊されてしまう。

スペースバズーカ
地球軍の歩兵用制式対RV兵器で単発式の肩撃ち型無反動砲。命中部位によっては一撃でARVを仕留めるのも可能。劇中ではケンツが良く担いでいた。信管は敏感で落としただけでも爆発するので、砲弾は慎重に取り扱う必要がある（ジミーは誤ってすれ違うククト軍のジープへ砲弾を落としてしまい、結果的に敵を撃破している）。「スペースミリタリー2001改」が制式名称。

軍用銃器類
地球軍の制式軍用銃。ビーム小銃は単射と連射が可能。銃身が長いライフルタイプと短いカービンタイプの二種類が確認できる。軍用拳銃も存在するが、アイキャッチとバーツがローデン大佐へ突きつけた以外の場面に登場せず、未発砲に終わっている。バギー装備の重機関銃はビームではなく実体弾式。ククト製のビーム小銃も機能的には地球製と大差ないがトリガーガードが大きく、銃口が上下にある連装なのが特徴。

ビームガン
バーツの私物。エネルギーパックにコードで接続するタイプの拳銃。軍用ではなく、元々は民生用のバーミント猟（小害獣駆除）用、もしくはサバイバルガンの類に入る市販銃である。バーツからスコットとの関係がこじれたクレアへ貸し出され、彼女がククト星の廃墟で、思う存分射撃でストレス発散する一幕もあった。

キャンピング用品
コンプレッサーで膨らませるバルーンテント。折りたたみ式のテーブル。調理用コンロ（ストーブ）。ガスランタンなどが存在。軍用品でどれもデザインが垢抜けなく、ミリスペック仕様なためにごつい。元々、アゾレック基地の備品であり、ベルウィック星始め、ククト星の旅でも活躍した。他に民生用らしいシチュー用の大鍋もあったが、ガイの放ったバズーカで中身ごと吹き飛んでしまった。

サバイバルキット
ドッキングカーゴ内に搭載の非常用品。チューブ状の栄養食や飲料水ボトルが入ったトランク。医薬品や殺虫剤。豚印のミート缶のほか、コンロなどのキャンプ用品も若干セットされている。他にサバイバルキットではないがロープ付きの銛を発射し、巻き取り機構のある舫（もやい）銃やビスケット状の携行食糧もRV内の装備品には存在した。

旗付きバルーン
シャロン製作。ククト星突入時にはぐれたロディたちへの目印としてジェイナスより掲げられた物。気球のケーブルにレッドベアの旗（シャロン作）とイチゴ柄のパンツが括り付けられている。シャロンがケンツに語った所によると「敵が来るたんびに旗を揚げたり、降ろしたり」と大変だったらしい。

簡易テント
旅路で女子トイレや更衣室に用いられるようにシャロンが製作したテント。形状記憶合金の枠に布を張った物で、小さく折り畳まれているが日光を浴びて熱により展長する。ただし、ケンツに「夜はどうする」と指摘されたようにアイディア倒れの観もある。

マイクロ翻訳機
ジェダたちリベラリストが開発した補聴器サイズの翻訳機。ククト語と地球語を同時翻訳可能な高性能メカ。13人がリベラリストと合流後、これによってククト側との意思疎通が円滑となった。

ミューラァの腕時計
アナログ式軍用腕時計。ロディを追い詰めている時に時間を確認していた。ククトの時計は文字盤に針が一本しかない。

エクストラ力線探知機
ARVデュラッヘの右腕部に装着する探査装置。再生装置を追うミューラァが使用したが、発見するのはダミーばかりだった。

装甲宇宙服
ウェア・パペットに相当するククトニアンの機動宇宙服。背中にX字状のバーニアアームが伸びているのが特徴。ジェダらリベラリストが船外作業用に使用した。

## スタッフ
- 原案 - 矢立肇、富野由悠季
- 原作 - 神田武幸、星山博之
- 監督 - 神田武幸
- キャラクターデザイン - 芦田豊雄
- メカニカルデザイン - 大河原邦男
- 美術監督 - 水谷利春
- 撮影監督 - 三浦豊作
- 音響監督 - 太田克己（映広音響）
- 音楽 - 渡辺俊幸
- 録音・選曲 - 茶畑三男（映広音響）
- 効果 - 森賢一
- 音響 - 映広音響
- 現像 - 東京現像所
- プロデューサー - 植田益朗（日本サンライズ）、丸谷嘉彦（毎日放送）
- 製作 - 毎日放送、読売広告社（ノークレジット）、日本サンライズ

## 主題歌・挿入歌
オープニングテーマ - 「HELLO, VIFAM」
作詞 - ジャネット・辻野 / 作曲 - David Mann / 編曲・歌 - TAO

エンディングテーマ - 「NEVER GIVE UP」
作詞 - ジャネット・辻野 / 作曲 - David Mann / 編曲・歌 - TAO

挿入歌
「君はス・テ・キ」
作詞 - 荻田寛子 / 補作詞 - ありそのみ / 作曲 - 渡辺俊幸 / 編曲 - 有澤孝紀 / 歌 - ムーヴ（白鳥座）
「THE ASTRO ENEMY ミューラァのテーマ」
作詞 - LINDA HENNRICK / 作曲・編曲 - 渡辺俊幸 / 歌 - ムーヴ

「パパにあえる、ママにあえる」
作詞 - 矢立肇 / 作曲 - 渡辺俊幸 / 歌 - バイファムシンガーズ
主題歌2曲と、挿入歌を収録したレコードは、共にワーナー・パイオニアより発売された。

## 各話リスト
第24話以降の放送日はMBSのもの。一例ではTBSの最終話放送日はMBSに2週遅れの21日だった。
サブタイトル、脚本、演出、作画監督の出典→
| 話数   | 放送日          | サブタイトル                                        | 脚本       | 絵コンテ   | 演出       | 作画監督                |
| ------ | --------------- | --------------------------------------------------- | ---------- | ---------- | ---------- | ----------------------- |
| 第1話  | 1983年 10月21日 | 異星人来襲! 開拓星から全員脱出せよ!                 | 星山博之   | 横山裕一朗 | 石崎すすむ | 芦田豊雄 わたなべひろし |
| 第2話  | 10月28日        | 緊急発進! 傷だらけの練習艦ジェイナス                | 星山博之   | 横山裕一朗 | 網野哲郎   | 芦田豊雄 わたなべひろし |
| 第3話  | 11月4日         | 生存確率0.29%! 絶望への挑戦!                        | 平野靖士   | 中村亮之介 | 中村亮之介 | 本橋秀之                |
| 第4話  | 11月11日        | ベルウィック軌道へ! 地上基地応答なし                | 伊東恒久   | 奥田誠治   | 関田修     | 富沢雄三                |
| 第5話  | 11月18日        | 憧れの操縦席（コックピット） ラウンドバーニアン始動 | 星山博之   | 西村純二   | 西村純二   | 本橋秀之                |
| 第6話  | 11月25日        | 博士をさがせ! 異星人との遭遇                        | 平野靖士   | 石崎すすむ | 三浦将則   | 芦田豊雄                |
| 第7話  | 12月2日         | 孤立した14人 異星人飛行物体襲来!                    | 伊東恒久   | 康村正一   | 康村正一   | 芦田豊雄                |
| 第8話  | 12月9日         | 高ゲタ作戦!? 小さな戦士の出撃だ!                    | 並木敏     | 山崎和男   | 長谷川康雄 | 本橋秀之                |
| 第9話  | 12月16日        | 雷鳴の中の敵襲 僕達だけで戦うんだ!                  | 平野靖士   | 網野哲郎   | 網野哲郎   | 富沢雄三                |
| 第10話 | 12月23日        | 宇宙（そら）か地か― 基地攻防の大決戦!!              | 伊東恒久   | 中村亮之介 | 中村亮之介 | 本橋秀之                |
| 第11話 | 1984年 1月6日   | さらばベルウィック ジェイナスの旅立ち               | 平野靖士   | 石崎すすむ | 三浦将則   | わたなべひろし          |
| 第12話 | 1月13日         | 発進準備完了! 地球へ向けて出発だ!!                  | 伊東恒久   | 奥田誠治   | 関田修     | 伊東誠                  |
| 第13話 | 1月20日         | 射撃訓練開始! 恐怖の宇宙戦闘初体験!!                | 並木敏     | 西村純二   | 谷川史郎   | 本橋秀之                |
| 第14話 | 1月27日         | 敵のスパイか!? 舞いこんだ謎の逃亡者                 | 平野靖士   | 寺田和男   | 網野哲郎   | 富沢雄三                |
| 第15話 | 2月3日          | 衝撃!! 異星人が残した意外なメッセージ               | 伊東恒久   | 横山裕一朗 | 関田修     | 本橋秀之 長岡康史       |
| 第16話 | 2月10日         | 総員援護体制! カチュアをつれもどせ!                 | 星山博之   | 三浦将則   | 三浦将則   | 伊東誠                  |
| 第17話 | 2月17日         | さよならケイト めざせ新たなる目的地                 | 平野靖士   | 網野哲郎   | 網野哲郎   | 芦田豊雄                |
| 第18話 | 2月24日         | 落書き天国 キャプテン自信喪失!?                     | 平野靖士   | 鈴木行     | 谷川史郎   | 本橋秀之                |
| 第19話 | 3月2日          | もう一つの戦争 ジェイナスの小さなママ               | 伊東恒久   | 康村正一   | 康村正一   | 佐々門信芳              |
| 第20話 | 3月9日          | 立てスコット! リーダーはきみだ                      | 並木敏     | 奥田誠治   | 関田修     | 富沢雄三                |
| 第21話 | 3月16日         | 敵ビーム波状攻撃? 僕たちに明日はある                | 平野靖士   | 藤原良二   | 網野哲郎   | 芦田豊雄                |
| 第22話 | 3月23日         | ジェイナス応答せよ! 地球軍からの通信                | 星山博之   | 藤原良二   | 藤原良二   | 本橋秀之                |
| 第23話 | 3月30日         | ジェイナスは僕らの船だ!! 新たなる出発               | 星山博之   | 三浦将則   | 三浦将則   | 佐々門信芳              |
| 第24話 | 4月7日          | ケイトさんの日記                                    | （総集編） | （総集編） | 殿勝秀樹   | -                       |
| 第25話 | 4月14日         | ザ・グラフティ ロディ・シャッフル                   | （総集編） | （総集編） | 殿勝秀樹   | -                       |
| 第26話 | 4月21日         | 新型R・V出撃!!                                      | 平野靖士   | 康村正一   | 康村正一   | 佐々門信芳              |
| 第27話 | 4月28日         | ロディ帰艦せず!                                     | 伊東恒久   | 網野哲郎   | 網野哲郎   | 富沢雄三                |
| 第28話 | 5月5日          | 囚われのロディ                                      | 並木敏     | 三浦将則   | 三浦将則   | 芦田豊雄                |
| 第29話 | 5月12日         | タウト星脱出命令                                    | 伊東恒久   | 藤原良二   | 関田修     | 二宮常雄                |
| 第30話 | 5月19日         | 決死の大気圏突入                                    | 平野靖士   | 谷田部勝義 | 谷田部勝義 | 富沢雄三                |
| 第31話 | 5月26日         | みしらぬ星ククト                                    | 星山博之   | 知吹愛弓   | 知吹愛弓   | 芦田豊雄                |
| 第32話 | 6月2日          | 雨あがりの再会                                      | 伊東恒久   | 網野哲郎   | 網野哲郎   | 佐々門信芳              |
| 第33話 | 6月9日          | さよなら愛しの船                                    | 平野靖士   | 康村正一   | 康村正一   | 富沢雄三                |
| 第34話 | 6月16日         | ククトを探索せよ                                    | 伊東恒久   | 横山裕一朗 | 三浦将則   | 村中博美                |
| 第35話 | 6月23日         | ケンツを助けろ!                                     | 星山博之   | 滝沢敏文   | 関田修     | 斉藤格                  |
| 第36話 | 6月30日         | 収容所に向かえ!                                     | 平野靖士   | 網野哲郎   | 網野哲郎   | 芦田豊雄                |
| 第37話 | 7月7日          | 囮になったロディ                                    | 星山博之   | 康村正一   | 康村正一   | 佐々門信芳              |
| 第38話 | 7月14日         | 輸送機をうばえ!                                     | 星山博之   | 寺田和男   | 三浦将則   | 桜井美知代              |
| 第39話 | 7月21日         | 包囲網を破れ!                                       | 伊東恒久   | 藤原良二   | 関田修     | 富沢雄三                |
| 第40話 | 7月28日         | ミューラァの秘密                                    | 星山博之   | 網野哲郎   | 網野哲郎   | 村中博美                |
| 第41話 | 8月4日          | カチュアを撃つな!                                   | 平野靖士   | 滝沢敏文   | 浜津守     | 芦田豊雄                |
| 第42話 | 8月11日         | パパ! 一瞬の再会                                    | 伊東恒久   | 横山裕一朗 | 殿勝秀樹   | 佐々門信芳              |
| 第43話 | 8月18日         | 奇襲作戦開始!                                       | 星山博之   | 三浦将則   | 三浦将則   | 桜井美知代              |
| 第44話 | 8月25日         | 大宇宙のうた                                        | 平野靖士   | 藤原良二   | 関田修     | 富沢雄三                |
| 第45話 | 9月1日          | とっておきの贈物                                    | 星山博之   | 網野哲郎   | 網野哲郎   | 佐々門信芳              |
| 第46話 | 9月8日          | いつまでも13人                                      | 星山博之   | 横山裕一朗 | 三浦将則   | 芦田豊雄                |

## 放送局
当時フジテレビ系列（FNSのみ）とのクロスネット局だったテレビ山口でも同時ネットで放送された。福島県では福島テレビのフジテレビ系列への一本化（JNN脱退、1983年4月）とテレビユー福島の開局（1983年12月）までに間があり、初期の2か月分は放送されなかった。テレビユー福島では第7話より放送開始され、放送終了後の1985年5月より、日曜 10:30 - 11:00に全話放送された。
また岩手放送は当時、テレビ朝日系クイズヒントでピントの時差ネット、長崎放送は当時、1984年3月までは金曜19時前半枠は『クイズダービー』の時差ネット、土曜19時30分から20時54分に日本テレビ系列(NNN)の番組を同時ネットしていた関係で、時差ネットもなかったために見ることができなかった。また、1984年4月の番組改編以降も一回も放送されることはなかった。
JNN局のない地域では秋田県（秋田放送・NNN）と富山県（富山テレビ・FNS・1984年8月10日から1985年7月17日まで・金曜 17:20 - 17:50→水曜 16:50 - 17:20）で放送されていた。
制作局・毎日放送やTBSの放送権利が失効した後も三重県の独立UHF局・三重テレビにて2010年から番組販売扱いで放送された。

### 第1 - 2クール
- 毎日放送 (MBS) 制作・TBS系列（JNN。ただし岩手放送と長崎放送を除く[25]）：毎週金曜 19時00分 - 19時30分

### 第3クール以降
1984年4月7日 - 9月8日（一部9月21日。ロス五輪の特番放送のためTBSなどで8月の第1週と第2週が休止となった影響。また、この影響により遅延が出た放送局のみ、最終回終盤に臨時ニュース速報が流れている。）
視聴率が振るわなかったため、第3クール以降（24話 - ）は放送時間帯が変更された。またこの際、一部の地域では放送が打ち切られた（いずれも放送当時民放2 - 3局地域だった）。第23話で打ち切られた放送局は、青森テレビ、テレビ山梨、テレビ高知、宮崎放送、琉球放送。山陰放送、大分放送では一旦放送が打ち切られたが、ファンからの嘆願により再開したという経緯がある。
大分放送、山陰放送を除く放送時間、放送開始日は、右記の出典を使用する。
| 放送地域       | 放送局         | 放送日時         | 備考                      |
| -------------- | -------------- | ---------------- | ------------------------- |
| 近畿広域圏     | 毎日放送       | 土曜17:00-17:30  | 製作局 4月7日から放送開始 |
| 関東広域圏     | 東京放送       | 金曜 17:00-17:30 | 4月6日から放送開始        |
| 中京広域圏     | 中部日本放送   | 金曜 17:00-17:30 | 4月6日から放送開始        |
| 宮城県         | 東北放送       | 金曜 17:00-17:30 | 4月6日から放送開始        |
| 福島県         | テレビユー福島 | 金曜 17:00-17:30 | 4月6日から放送開始        |
| 石川県         | 北陸放送       | 金曜 17:00-17:30 | 4月6日から放送開始        |
| 山口県         | テレビ山口     | 金曜 17:00-17:30 | 4月6日から放送開始        |
| 福岡県         | RKB毎日放送    | 金曜 16:00-16:30 | 4月6日から放送開始        |
| 岡山県・香川県 | 山陽放送       | 金曜 17:30-18:00 | 4月6日から放送開始        |
| 北海道         | 北海道放送     | 土曜13:25-13:55  | 4月7日から                |
| 静岡県         | 静岡放送       | 土曜 17:00-17:30 | 4月14日から               |
| 広島県         | 中国放送       | 土曜 13:30-14:00 | 4月14日から               |
| 新潟県         | 新潟放送       | 土曜 17:00-17:30 | 4月27日から               |
| 長野県         | 信越放送       | 金曜 17:25-17:55 | 4月27日から               |
| 熊本県         | 熊本放送       | 水曜 17:30-18:00 | 5月2日から                |
| 大分県         | 大分放送       | 月曜 17:20-17:50 | 6月11日から               |
| 島根県・鳥取県 | 山陰放送       | 土曜 17:30-18:00 | 7月から                   |

| 毎日放送制作・TBS系列 金曜19時台前半枠                       | 毎日放送制作・TBS系列 金曜19時台前半枠                                  | 毎日放送制作・TBS系列 金曜19時台前半枠                      |
| 前番組                                                       | 番組名                                                                  | 次番組                                                      |
| ------------------------------------------------------------ | ----------------------------------------------------------------------- | ----------------------------------------------------------- |
| 三枝のドバーッとファイト!! （1983年4月22日 - 1983年9月30日） | 銀河漂流バイファム（第1話 - 第23話） （1983年10月21日 - 1984年3月30日） | 全国縦断!クイズあのねのね （1984年4月20日 - 1984年9月28日） |
| 毎日放送 土曜17時台前半                                      |                                                                         |                                                             |
| 不明                                                         | 銀河漂流バイファム（第24話 - 第46話） （1984年4月7日 - 1984年9月8日）   | 野生の王国                                                  |

## OVA
銀河漂流バイファム カチュアからの便り
OVA第1作。1984年10月28日発売。
総集編第1弾。ジェイナスの子供たちが集まり、カチュアからのビデオレターを見て当時を懐かしむ展開。見ているうちになぜかみんなどんどん歳を取ってゆく。
銀河漂流バイファム 集まった13人
OVA第2作。1984年12月21日発売。
総集編第2弾。ビデオを続けてみている展開。途中でOVA第3作の秘密にしていた映像が差し込まれてロディたちが慌てる。
銀河漂流バイファム 消えた12人
OVA第3作。1985年2月25日発売。
オリジナルストーリー第1弾。ジェイナス号で航行中に起きた、スコット以外のメンバーが失踪する事件。
1986年8月2日の「日本サンライズアニメフェスティバル」で『ダーティペアの大勝負 ノーランディアの謎』、『装甲騎兵ボトムズ ザ・ラストレッドショルダー』とともに上映されている。
銀河漂流バイファム “ケイトの記憶” 涙の奪回作戦!!
OVA第4作。1985年9月25日発売。
オリジナルストーリー第2弾。ククトニアンの新政府と和平を結んだ地球政府がククト星にロディたち10人を和平工作のために連れてきた。そこで待っていたのは、カチュアとジミーの2人。しかし新政府のトップになったジェダには見かけながらも話をすることができなかった。そして空港でジミーが見かけたのは、死んだと思われたケイトだった。

### スタッフ (OVA)
- 原作 - 星山博之、神田武幸
- 監督 - 神田武幸
- 脚本 - 星山博之
- 演出 - 石崎すすむ
- キャラクターデザイン・作画監督 - 芦田豊雄
- メカニカルデザイン - 大河原邦男
- 美術監督 - 水谷利春
- 撮影監督 - 三浦豊作
- 音響監督 - 太田克己
- 音楽 - 渡辺俊幸
- プロデューサー - 植田益朗
- 製作 - 日本サンライズ

### 主題歌 (OVA)
「つばさ」
作詞 - 高比良豊 / 作曲・編曲 - 渡辺俊幸 / 歌 - 白鳥座
「"ケイトの記憶" 涙の奪回作戦!!」のオープニング。他のOVAはオープニング・エンディングともにテレビ版と同様。

## 銀河漂流バイファム13
『銀河漂流バイファム13』（ぎんがひょうりゅうバイファムサーティーン）は、『銀河漂流バイファム』の本放送から13年目に制作された、旧作の外伝に当たるテレビアニメ。1998年3月21日から同年10月3日まで、毎日放送の『あにめシャワー』枠など放送された。全26話。
旧作内の第23話から第26話の中間エピソードに該当するが、制作上の都合などから旧作とは一部設定の変更（冒頭でローデン大佐が戦死してしまうなど）もみられる。ビデオは2話収録で13本と“13”尽くし。これは、子供たちの人数が13人ということからきている。
キャストに関しては基本的には旧作の声優が起用されているが、旧作終了後に引退・休業した声優もいるため、一部変更されている。また、旧作が放送されていた頃は小学生・中学生であった声優もおり、本作までの間に変声期を迎えたため声や演技が変わっているなどしている。
企画段階で前作監督の神田武幸が制作段階で逝去し、監督が川瀬敏文に交代しているため、旧作のファンからは作風の激変に伴う不評が目立った。旧作LDBOX特典映像において続編制作を発言していたのは神田である。

### 13のみの登場人物
ナレーションは大滝進矢が担当。
バーツJr. & ロディJr.
バーツとマルロが中継ステーション・F95ステーションで救助した双子のククトニアンの赤ちゃん。名前は仮でカチュアが命名。ルルドと対面した際に双子を返している。

メリー
ジェイナス内でジミーが世話をしているククトヤギ。ククトヤギの出すミルクは栄養価が高く、赤ん坊のミルクとして重宝される。双子を返還の時に一緒に送り出された。

アン・ホルテ
声 - 渡辺美佐
民間難民保護組織ラピスの一員で第3方面地区担当の責任者。責任感は強いが世間知らずで頼りなく、子供たちを保護しに来たはずなのに保護される描写が目だった。

ドア・ルービン
声 - 川上とも子
民間難民保護組織ラピスの一員。ホルテのパートナーで、パイロットとしての操縦の腕も高い。

ヴィナ・ルルド
声 - 大塚芳忠
ククト軍特殊部隊の艦長。ククトニアンの双子の赤ちゃんの父親。プラグは専用機に乗る。

ポール・チェンバー
声 - 緒方賢一
地球の老植物学者。遭難したところをククト人に救出され、以後タウト星での自然再生の研究を手伝い、その研究者の一人であったディグレーと結婚する。地球との戦争勃発によりもう一つのタウト星からしばらく逃亡していたが、死に場所を求めディグレーとともに再びもう一つのタウト星に帰還しようとし、そのために子供たちを利用しようとする。

ディグレー・チェンバー
声 - 野沢雅子
ククト人の老女。39年前にもう一つのタウト星で植物調査をしていた研究者。ポールと結婚して息子アラン・チェンバーを産んだが、アランは地球との戦争中に亡くなっている。

アラン・チェンバー
声 - 子安武人、浅野まゆみ（年少時）
劇中では故人で回想のみ登場。地球人とククトニアンの間に生まれた初のハーフ。出生の秘密を知って家出、反体制者として追われていたポールたちの脱出を助けようとして犠牲になった。

### 用語
ルルド部隊
ジェイナス号を追うククト軍独立特殊部隊。モノリスことリフレイドストーン捜索奪還のための部隊。
『バイファム13』劇中では、ジェイナスの補給をしたローデン艦隊を襲った部隊が、ルルド部隊であったことに設定が変更されている。

プラグ
ルルド隊の用いるARV。詳細はラウンドバーニアン参照。

ルルド艦
魚の骨状をしたルルド隊の戦闘艦。プラグを含め、従来のククト的なデザインラインからは外れており、ローター式機関も見当たらない。

キエフ
ラピスの巨大宇宙船。こちらも従来のククト的なデザインラインからは外れている。

タウト星
『バイファム13』の設定ではククト星には衛星として2つのタウト星が存在し、内周の「もう一つのタウト星」はリフレイド・ストーンによって自然が回復した地球環境タイプの衛星になっている。
劇中では、「タウト星」とはククト語で「月」と同義で、2つの衛星どちらも同じ名称となっており、まず「もうひとつのタウト星」に辿り着いたことになっている。

ラピス
ククトの民間難民保護組織。戦闘地域の中で中立の立場をとり、ククトニアンや地球人の分け隔たりなく避難民を救助し施設に保護をしている。

### スタッフ（バイファム13）
- 原作 - 神田武幸、星山博之
- 原案 - 矢立肇、富野由悠季
- 監督 - 川瀬敏文
- キャラクターデザイン - 芦田豊雄
- ゲストキャラクターデザイン - 近永健一
- メカニックデザイン - 大河原邦男
- ゲストメカニカルデザイン - 井上邦彦
- 美術監督 - 丸森俊昭
- 撮影監督 - 桶田一屡
- 音響監督 - 太田克己
- 音楽 - 渡辺俊幸
- プロデューサー - 植田益朗、丸谷嘉彦
- 企画・アニメーション制作 - サンライズ
- 製作 - 読売広告社（クレジット無し）、毎日放送、サンライズ（ただし、テロップ表記は製作委員会名義）

### 主題歌（バイファム13）
オープニングテーマ『オメガの扉 〜HELLO, VIFAM〜』
作詞 - ジャネット・辻野 / 訳詞 - KATSUMI / 作曲 - David Mann / 歌 - KATSUMI

エンディングテーマ『DON'T CRY』
作詞 - 松本隆 / 作曲 - 宇佐元恭一 / 編曲 - 萩田光雄 / 歌 - 前田愛、前田亜季

挿入歌
『つばさ』
作詞 - 高比良豊 / 作曲・編曲 - 渡辺俊幸 / 歌 - 白鳥座
『パパにあえる、ママにあえる』
作詞 - 矢立肇 / 作曲・編曲 - 渡辺俊幸 / 歌 - バイファム・シンガーズ

『BLUE…』
作詞・歌 - 冨永みーな / 作曲・編曲 - 渡辺俊幸

『約束』
作詞・歌 - 笠原弘子 / 作曲・編曲 - 渡辺俊幸

### 各話リスト（バイファム13）
| 話数   | 放送日         | サブタイトル                            | 脚本           | 絵コンテ          | 演出           | 作画監督   |
| ------ | -------------- | --------------------------------------- | -------------- | ----------------- | -------------- | ---------- |
| 第1話  | 1998年 3月21日 | 再び13人!!                              | アミノテツロー | アミノテツロー    | アミノテツロー | 近永健一   |
| 第2話  | 4月11日        | 戦場真っ只中! 必死の逃避行!             | 星山博之       | 川瀬敏文          | 山本恵         | 近永健一   |
| 第3話  | 4月18日        | 敵か味方か? 謎の女のメッセージ!         | 星山博之       | 青木康直          | 青木康直       | 沙羽都慶央 |
| 第4話  | 4月25日        | 双子の赤ちゃん! 神様からの贈りもの?     | 外池省二       | アミノテツロー    | アミノテツロー | 高橋晃     |
| 第5話  | 5月2日         | 総員奮戦せよ! 恐怖の子育て戦争!         | 平野靖士       | 山口祐司          | 山口祐司       | 佐久間信一 |
| 第6話  | 5月9日         | ゆうれい女の正体? 出動ミルク大作戦      | 伊東恒久       | 山本恵            | 山本恵         | 高橋晃     |
| 第7話  | 5月16日        | 乗せる、乗せない! 13人の大決断          | 星山博之       | 青木康直 篠幸裕   | 吉本毅         | 佐久間信一 |
| 第8話  | 5月23日        | ジェイナス危うし! 敵は、内と外にいた?   | 伊東恒久       | 高松信司          | 高松信司       | 沙羽都慶央 |
| 第9話  | 5月30日        | ヤギと人質? ふってわいたお食事会        | 外池省二       | 青木康直          | 青木康直       | 近永健一   |
| 第10話 | 6月6日         | ジェイナス号が凍る! 幼い命を救え!       | 平野靖士       | 山口祐司          | 山口祐司       | 高橋晃     |
| 第11話 | 6月13日        | 赤ちゃんは元気に! 両親はどこにいる!     | 星山博之       | 川瀬敏文          | 山本恵         | 佐久間信一 |
| 第12話 | 6月20日        | ひとり足りない!? 脱出へのカウントダウン | 外池省二       | 青木康直          | 吉本毅         | 高橋晃     |
| 第13話 | 6月27日        | 絶体絶命! さらば愛しきJr.たち           | 伊東恒久       | 高松信司          | 高松信司       | 佐久間信一 |
| 第14話 | 7月4日         | ぼくらの選択 タウト星をめざせ!          | 星山博之       | 篠幸裕            | 篠幸裕         | 臼田美夫   |
| 第15話 | 7月11日        | 危機一髪の大バトル! 男性7人vs.女性7人!? | 伊東恒久       | 吉本毅            | 山口祐司       | 近永健一   |
| 第16話 | 7月18日        | ジェイナス大洪水!? お、溺れちゃうよー!  | 外池省二       | 青木康直          | 青木康直       | 高橋晃     |
| 第17話 | 7月25日        | でた? でた! でた!! 真夜中のゆうれい騒動 | 星山博之       | 山本恵            | 山本恵         | 佐々門信芳 |
| 第18話 | 8月1日         | ボギー制御不能! 浮遊機雷の恐怖          | 平野靖士       | 高松信司          | 高松信司       | 佐久間信一 |
| 第19話 | 8月8日         | 両親に会える!? 飛んで火に入る13人!!     | 伊東恒久       | 吉本毅            | 吉本毅         | 臼田美夫   |
| 第20話 | 8月15日        | 決死のランディング! 救出への第一歩!?    | 外池省二       | 川瀬敏文 山口祐司 | 山口祐司       | 近永健一   |
| 第21話 | 8月22日        | 再会への秒読み! 収容所へいそげ!         | 星山博之       | 篠幸裕            | 篠幸裕         | 佐々門信芳 |
| 第22話 | 9月5日         | とざされた道 ジェイナスに帰還せよ!      | 平野靖士       | 青木康直          | 笠井賢一       | 布施木和伸 |
| 第23話 | 9月12日        | 脱出不能!! 逃亡者を探せ!                | 伊東恒久       | 川瀬敏文 山本恵   | 山本恵         | 臼田美夫   |
| 第24話 | 9月19日        | 残された道 輸送機を奪い取れ!            | 外池省二       | 吉本毅            | 吉本毅         | 近永健一   |
| 第25話 | 9月26日        | 大ピンチ!! 最後のチャンスにかけろ!      | 星山博之       | 青木康直          | 山口祐司       | 佐々門信芳 |
| 第26話 | 10月3日        | 飛び立て13人!!                          | 星山博之       | 川瀬敏文 篠幸裕   | 篠幸裕         | 高橋晃     |

### 放送局（バイファム13）
「関西・中京地区では広域局、関東地区では独立U局でネット」という“広義のUHFアニメ”形態はこの作品が始まりである。
| 放送地域   | 放送局             | 放送期間                                              | 放送日時                                                                                             | 放送区分    | 備考                                   |
| ---------- | ------------------ | ----------------------------------------------------- | --- | ----------- | -------------------------------------- |
| 近畿広域圏 | 毎日放送（製作局） | 1998年3月21日 - 10月3日                               | 土曜 26:05 - 26:35（第1話） 土曜 26:10 - 26:40（第2話 - 第8話） 土曜 25:40 - 26:10（第9話 - 第26話） | TBS系列     | 『あにめシャワ〜』枠内                 |
| 中京広域圏 | 中部日本放送       |                                                       | | TBS系列     | 毎日放送での本放送終了後に遅れネット。 |
| 神奈川県   | TVK                | 1998年8月20日 - 9月24日 1998年10月6日 - 1999年2月23日 | 木曜 25時40分 - 26時10分 火曜 24:40 - 25:10                                                          | 独立UHF系列 | [ 29 ] [ 30 ] [ 31 ] [ 32 ]            |
| 千葉県     | 千葉テレビ         | 1998年8月21日 - 1999年2月                             | 金曜 25:00 - 25:30                                                                                   | 独立UHF系列 | [ 33 ] [ 34 ]                          |

| 毎日放送 アニメシャワー第2部                                    | 毎日放送 アニメシャワー第2部                                       | 毎日放送 アニメシャワー第2部                         |
| 前番組                                                          | 番組名                                                             | 次番組                                               |
| --------------------------------------------------------------- | ------------------------------------------------------------------ | ---------------------------------------------------- |
| 銀河漂流バイファム（再放送） （1997年10月18日 - 1998年3月14日） | 銀河漂流バイファム13（第1話 - 第8話） （1998年3月21日 - 5月23日）  | マクロス7（再放送） （1998年5月30日 - 1999年7月3日） |
| 毎日放送 アニメシャワー第1部                                    |                                                                    |                                                      |
| フォーチュン・クエストL （1997年10月18日 - 1998年5月23日）      | 銀河漂流バイファム13（第9話 - 第26話） （1998年5月30日 - 10月3日） | デビルマンレディー （1998年10月10日 - 1999年5月8日） |

## メディアミックス

### 関連書籍
- 銀河漂流バイファム ジ・アニメ特別編集（近代映画社、1984年5月25日）
- 別冊アニメディア 銀河漂流バイファム（学習研究社、1984年7月1日）
- 別冊アニメディア 銀河漂流バイファム PART2 完結編（学習研究社、1984年10月1日）
- 銀河漂流バイファム2 完結編 ジ・アニメ特別編集（近代映画社、1984年11月30日）
- 銀河漂流バイファム スパークリングバイファム（ラポート、1984年12月25日）
- 銀河漂流バイファム BEST HIT SERIES ROUND VERNIAN VIFAM GRAFFITI（秋田書店、1985年1月10日）
- バイファム・パーフェクト・メモリー（みのり書房、1985年1月20日）
- 銀河漂流バイファム原画集（日本サンライズ、1985年）
- 銀河漂流バイファム ぼくたち13人（徳間書店、1986年2月28日）
- 銀河漂流バイファム大図鑑（バンダイ、1990年11月20日）
- 銀河漂流バイファム コンプリートアートワークス（新紀元社、2006年4月6日）

### 漫画
すがい優による漫画化作品が『コミックボンボン』に連載された。ほぼ原作であるアニメ版と同じ展開だが、一部のエピソードは省略されている。

### 音声ソフト
LP
- 銀河漂流バイファム 音楽集（1983年12月21日）
- 銀河漂流バイファム ドラマ編 「金曜劇場」ジェイナス愛の航海日誌…気分はもう主役（1984年4月10日）
- デジタルトリップ 銀河漂流バイファム（1984年6月21日）
- 銀河漂流バイファム 音楽集VOL.2（1984年7月25日）
- 銀河漂流バイファム 総集編（1984年10月10日）
- 銀河漂流バイファム 音楽集・番外編（1985年3月25日）
- デジタルトリップ 銀河漂流バイファム Vol.2（1985年6月21日）
- 銀河漂流バイファム オリジナルビデオPart2 ケイトの記憶 涙の奪回作戦!! 新BGM集（1985年8月25日）
- 銀河漂流バイファム オリジナルビデオPart2 ケイトの記憶 涙の奪回作戦!! オリジナル・サウンドトラック（1985年10月25日）

CD
- 銀河漂流バイファム 音楽集 VOL.1（1985年5月25日）1992年と1998年に2度再発されている
- 銀河漂流バイファム 音楽集 VOL.2（1985年5月25日）同上
- 銀河漂流バイファム オリジナルビデオPart2 ケイトの記憶 涙の奪回作戦!! 新BGM集（1985年9月25日）1992年に再発されている
- 銀河漂流バイファム メモリアルCD-BOXコンプリート・ミュージック&ドラマ・コレクション（1995年4月25日）音楽集VOL.1・2、OVA 新BGM集のほかに未CD化だったドラマ編、総集編、音楽集・番外編を加えて再編集した4枚組BOX。OVA オリジナル・サウンドトラック、デジタルトリップは未収録。

- 銀河漂流バイファム13 オリジナル・サウンドトラックVOL.1（1998年5月25日）
- 銀河漂流バイファム13 オリジナル・サウンドトラックVOL.2（1999年1月25日）

### 模型化
放送当時、バンダイから1/100、1/144スケールでRVが、1/24でウェア・パペットがプラモデル化された。関節部には当時としては採用が始まったばかりのポリキャップが用いられていた。それまで大スケールのモデルにポリキャップを採用したものはあったが、主力シリーズといえる1/144スケールの全モデルにポリキャップを採用したのはこのシリーズが初。劇中でオプション装備とされたスリング・パニアーは別売りされず、RVとのセットで発売された。1/100スケールでもバイファム、トゥランファムはスリングパニアー付きが発売されたがネオファムは発売されなかった。また両スケールとも劇中で使われたシールドは付属しておらず、プラ板などを用いて製作するのが当時の模型誌では定番であった。ARVもプラモデル化されたが一部にとどまっており、ARVルザルガなど商品化には至らなかったものも存在する。また、ARVジャーゴは商標上の問題から「レコンタイプ」という名称に変更され発売された。『バイファム13』放送開始に当たっては放送前年の秋〜冬頃にほぼ全商品が再発売されるなどその後も数度に渡り再発売が繰り返されているが、近年では2006年のDVDボックス発売に合わせ、バイファム、ネオファム、トゥランファムのスリングパニアー付き1/144キットとバイファム、トゥランファムのスリングパニアー付き1/100キットのみ再発売されている。その後2011年11月に、2006年度の再発売には無かった1/144ディルファムや1/144ARV各種、および1/100ウグと1/100ネオファムも含めた再発売が行われているが、1/24ウェア・パペットはラインナップされていない。
バンダイからはプラモデル以外にハイコンプリートモデルの初期ラインナップとしてバイファムとネオファムが商品化されている。バイファムは1/144プラキットでは省略されたポッドのドッキングギミックが再現されている。後にスリングパニアー単品とセットの商品がそれぞれ発売されたが、合わせて番組後半に登場したシールドが付属するようになった。
また放送当時、カバヤ食品から食玩付きのチョコスナック、キャンデー、ガムが販売され、バンダイのバイファムプラモデルがもらえるプレッツェルも発売されていた（後述）。
このほか、CM'sから1/144近似サイズのバイファム、トゥランファム、ネオファム、ディルファムの可動フィギュアが発売された。これには取り扱い問屋である宮沢模型限定の色違い限定版として練習用バイファムと迷彩色トゥランファムがある。またメガハウスからククト星市街戦を模した塗装完成済みジオラマが発売されている。
2006年の静岡ホビーショーでは、バンダイの新シリーズリアルロボットレボリューションの候補として新作原型が参考出品されていたが、2016年現在発売には至っていない。
2014年2月にバンダイコレクター事業部のROBOT魂シリーズで〈SIDE RV〉バイファムが発売。ポッドのドッキングギミックおよびランディングギアが再現されており、スリングパニアーとシールドが付属している。

### キャラクター商品
食品では、カバヤ食品から「銀河漂流バイファム・プレッツェル」が発売され、TVCMではロディが出演しセールストークしていた。同梱スクラッチカードに表記された点数を3点集めて箱に明記された宛先へ送ると、バンダイの1/144バイファム・プラモデルがもれなく返送されてくる（品種はランダム）というキャンペーンを行った。これは翌年放送開始の「機動戦士Ζガンダム・チョコレート」（森永製菓）の販促でも踏襲されている。
なおカバヤ製の「いちごプレッツ」（ポッキーの同種）では、放送終了後もしばらくマルロとルチーナが箱絵に採用され続けていた。
他に同社より「銀河漂流バイファム・ガム」、「銀河漂流バイファム・チョコスナック」、「銀河漂流バイファム・キャンデー」も発売され、当時は食玩の主流であったミニスケールのプラモキットが同梱されていた。
放送打切り騒動の後も同社だけは番組スポンサーを降りず、後にファンたちから関連誌面投稿コーナーなどで厚い感謝を受けていた。

### ゲーム
サンライズが制作したアニメのクロスオーバー作品、サンライズ英雄譚シリーズなどに登場している。
- 『銀河漂流バイファム』（バンダイソフト） - MSX（1984年）
- サンライズ英雄譚シリーズ（サンライズインタラクティブ）
  - 『サンライズ英雄譚』 - ドリームキャスト（1999年12月2日）
  - 『サンライズ英雄譚R』 - PlayStation 2（2000年11月22日）
  - 『サンライズ英雄譚2』 - PlayStation 2（2002年7月21日）
  - 『SUNRISE WORLD WAR Fromサンライズ英雄譚』 - PlayStation 2（2003年9月25日）
- 『バトルオブサンライズ』（サンライズインタラクティブ） - PlayStation 2（2008年4月10日）
- ボードウォー・シミュレーションゲーム（ツクダホビー） - ボードゲーム
  - 『ROUND VERNIAN ラウンドバーニアン』 - 戦闘級